# Приморский бульвар (Одесса)
Приморский бульвар (укр. Приморський бульвар; до 1919 — Николаевский бульвар, до 1945 — бульвар Фельдмана) — бульвар в Одессе, расположенный на краю городского плато, начинающийся от Думской площади и заканчивающаяся у Воронцовского дворца. Бульвар — один из лучших градостроительных ансамблей архитектуры классицизма на Украине, удачно осуществляет связь центральной части города с морем и является парадным фасадом при въезде в Одессу со стороны моря.
К бульвару выходят Пушкинская и Екатерининская улицы, Воронцовский переулок. Застроена только одна сторона бульвара, с другой — крутой склон, ведущий к одесскому порту. К пассажирскому терминалу Одесского порта от бульвара спускается величественная Потёмкинская лестница.

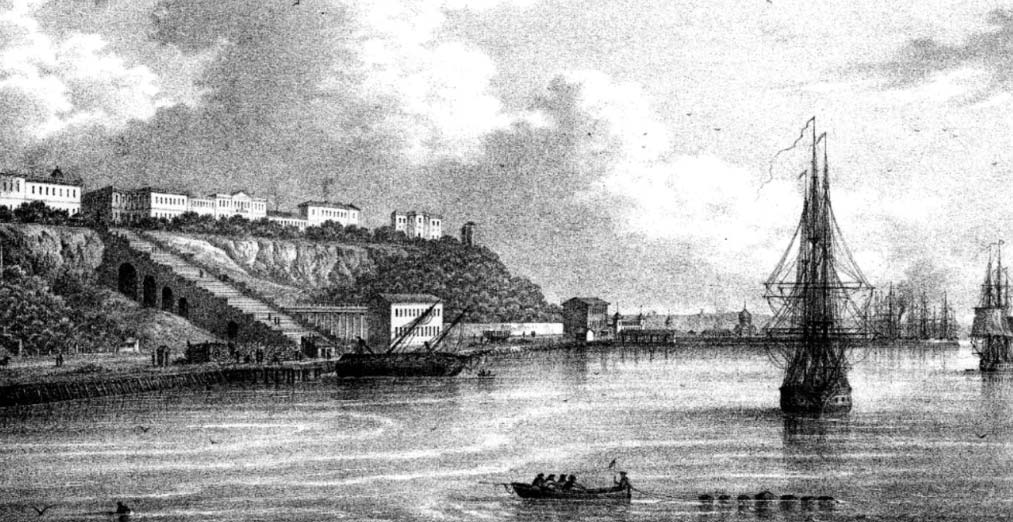
Вид на Приморский бульвар с моря в XIX веке (дома наверху)

## Древняя история бульвара

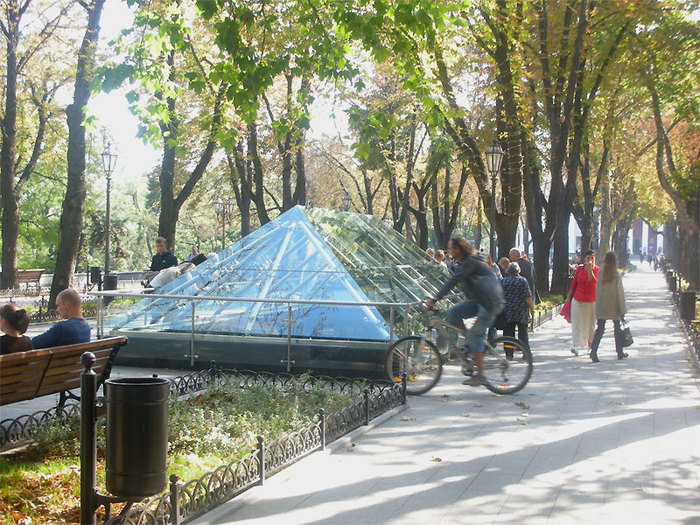
Остатки древнегреческого поселения на Приморском бульваре, накрытые стеклянным куполом

Приморский бульвар уже две сотни лет известен как археологический объект. При строительстве домов в начале XIX века рабочим стали попадаться античные древнегреческие погребения и отдельные предметы утвари и быта древних жителей этой территории. В ходе реконструкции бульвара 2008 года специалистами одесского археологического музея были обнаружены остатки греческого поселения VI — V века до нашей эры, располагавшегося на нынешней территории бульвара. Предполагалось, что после реконструкции место раскопок вновь будет засыпано, но затем было решено сохранить раскопки, накрыв их стеклянным куполом. Ныне этот своеобразный археологический музей под открытым небом стал одной из туристических достопримечательностей бульвара.
Кроме того, начиная с 1764 года и до конца XVIII века на территории современного Приморского Бульвара стояла турецкая крепость Ени-Дунья (тур. Yeni Dünya — досл. «Новый Мир»). Крепость возвышалась над обрывистым приморским берегом и простиралась от Воронцовского дворца до середины Приморского бульвара.

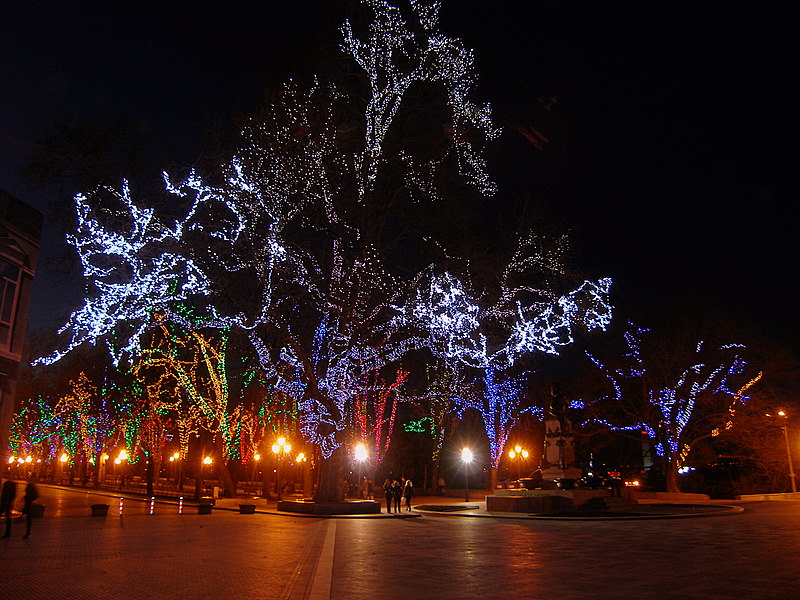
Ночная иллюминация Приморского бульвара

## Ночная иллюминация бульвара
С декабря 2006 года все деревья, расположенные на Приморском бульваре, украшены разноцветными светящимися гирляндами, которые включаются каждый день в вечернее и ночное время. В 2007 году украшен гирляндами белого свечения Платан Пушкина, огромное дерево, растущее в начале бульвара около памятника Пушкину. На его украшение использовано 3200 метров гирлянд. Ночная иллюминация Приморского бульвара изначально была временной, созданной лишь на время новогодних праздников, но настолько полюбилась одесситам и гостям города, что власти приняли решение сделать иллюминацию постоянной.